# 马蒂亚斯·弗吕基格尔
马蒂亚斯·弗吕基格尔（德語：Mathias Flückiger，1988年9月27日—），瑞士男子自行车运动员，2020年世界山地自行车锦标赛男子越野赛银牌得主、2020年夏季奥林匹克运动会男子越野赛银牌得主。